# Rhynchospermum verticillatum
Rhynchospermum es un género monotípico de plantas herbáceas, perteneciente a la familia Asteraceae. Su única especie, Rhynchospermum verticillatum, es originaria del Sur de Asia.

## Descripción
Es un hierba perenne con rizoma muy corto. Tallos erectos, rígidos, que alcanzan un tamaño de 25-100 cm de altura, por lo general ramificados en la parte superior. Hojas de 5-15 x 2,5-4 cm, ligeramente ondulado-dentados en la mitad superior,  oblanceoladas u oblongo-oblanceoladas, ápice agudo. Las inflorescencias  de 3-4 mm mm de largo, 4 de ancho, solitarias o en racimos cortos o panículas en las axilas de las hojas. Pedúnculo 5-15 mm de largo, pubescentes. Involucro ampliamente campanulado, de 2 mm de largo, brácteas en tres series, subiguales. Lígulas numerosas en 2 o 3 filas, corolas liguladas, bastante gruesas, blancas, 0.7-1 mm de largo, glandulares puntos, lígulas enteras o bífidas. Disco de florecillas amarillas. Los frutos en forma de aquenios oblanceoladas-oblongos, planos. Fl. Julio-enero El número de cromosomas, 2n = 18.

## Distribución y hábitat
Se encuentra en el Sur de Asia, en Malasia, Java, China, las Islas Ryukyu, Japón y Corea. En Taiwán, en situaciones en las montañas húmedas de la región norte y central, 700-2200 m.

## Taxonomía
Rhynchospermum verticillatum fue descrita por Caspar Georg Carl Reinwardt y publicado en Sylloge Plantarum Novarum 2: 8. 1828[1825].
Sinonimia
- Carpesium scandens Schult.f. ex Miq.
- Leptocoma racemosa Less.
- Rhynchospermum formosanum
- Rhynchospermum verticillatum var. subsessilis Oliv. ex Miq.
- Zollingeria scandens Sch.Bip.[4]